# Wilfried Hannes
Wilfried Hannes (* 17. Mai 1957 in Echtz, Stadt Düren) ist ein ehemaliger deutscher Fußballspieler. Hannes spielte von 1975 bis 1988 in der Fußball-Bundesliga 309-mal für Borussia Mönchengladbach und den FC Schalke 04. Mit der Borussia wurde er 1976 und 1977 Deutscher Meister und 1979 UEFA-Pokalsieger. Außerdem wurde Hannes 1977 im Finale des Europapokals der Landesmeister gegen den FC Liverpool eingewechselt. Nach seiner Schalker Zeit spielte er noch in der Schweiz für die AC Bellinzona und den FC Aarau.

## Sportliche Laufbahn

### Vereinskarriere
Wilfried Hannes begann 1967 bei den Sportfreunden Düren organisiert Fußball zu spielen und wechselte 1971 zur SG Düren 99, mit der er in der Runde 1974/75 bereits in der Landesliga Mittelrhein spielte und sich als vielfacher Torschütze auszeichnete. Nachdem er in die A-Juniorenauswahl des DFB aufgenommen und im Mai 1975 in der Schweiz mit den DFB-Talenten am UEFA-Juniorenturnier an der Seite von Mitspielern wie Vereinskollege Gert Engels und Spielern wie Hans-Jürgen Gede und Karlheinz Förster teilgenommen hatte, setzte sich Borussia Mönchengladbach, wo er später vom Stürmer zur Defensivekraft umgeschult wurde, im Werben um den DFB-Jugendnationalspieler durch und er unterschrieb bei der Borussia seinen ersten Vertrag als Lizenzspieler.
Der Sohn des ehemaligen Torhüters und ebenfalls in der DFB-Jugendmannschaft aufgelaufenen Herrmann Hannes, debütierte im ersten Jahr auf dem Bökelberg nach der Ära von Hennes Weisweiler unter dessen Nachfolger Udo Lattek am 26. August 1975, einem 3:0-Heimerfolg gegen den MSV Duisburg, in der Bundesliga. Er bildete dabei mit den zwei Dänen Allan Simonsen und Henning Jensen den Angriff der Borussia. Am Rundenende hatte er zum Titelgewinn in neun Ligaeinsätzen (1 Tor) seinen Beitrag geleistet. Die weiteren Neuzugänge wie Engels und Hans-Jürgen Offermanns waren überhaupt nicht zum Einsatz gekommen, Norbert Ringels nur in einem Spiel und auch der vielumworbene Horst Wohlers von St. Pauli hatte sich in nur zwei Bundesligaspielen beweisen dürfen. Hannes debütierte auch im Europapokal in dieser Serie: Er wurde am 17. März 1976 beim Rückspiel gegen Real Madrid (1:1) in der 76. Minute für Dietmar Danner eingewechselt.
Der 1,88 m großgewachsene und extrem kopfballstarke Spieler gehörte beim zweiten Meisterschaftsgewinn 1977 mit 21 Einsätzen und drei Toren bereits dem Kreis der Stammspieler in der Defensive und im Mittelfeld um Wolfgang Kneib (34/0), Rainer Bonhof (33/6), Hans Klinkhammer (29/0), Frank Schäffer (27/0), Berti Vogts (27/1), Hans-Jürgen Wittkamp (27/2), Horst Wohlers (27/2), Uli Stielike (24/4) und Herbert Wimmer (31/2) an. Im Europapokal glückte ihm am 16. März 1977 beim Auswärtsspiel gegen den FC Brügge in der 84. Minute der 1:0-Siegtreffer, nachdem er knapp zuvor in der 78. Minute für Christian Kulik eingewechselt worden war. Im Finale am 25. Mai 1977 in Rom gegen den mit 3:1 siegreichen FC Liverpool, wurde er ebenfalls Mitte der zweiten Halbzeit eingewechselt.
Als es in der Saison 1978/79, dem letzten Trainerjahr von Udo Lattek bei der Borussia, in der Tabelle nach unten ging und die „Fohlen“, insbesondere durch Mithilfe des zuvor verletzten Berti Vogts, in den letzten Spielen sich noch auf den 10. Rang spielen konnten, war Hannes in 22 Bundesligaspielen (1 Tor) aktiv gewesen. Die Runde rettete der Sieg im UEFA-Pokal in den zwei Finalspielen gegen Roter Stern Belgrad (1:1/1:0). Nur die Art des Erfolges hatte mit den früheren Fußballfesten in der Weisweiler-Ära nichts mehr gemein. Hannes war im Rückspiel in Düsseldorf im Mittelfeld zusammen mit Kulik und Wohlers im Einsatz gewesen, in der reinen Defensive waren vor Torhüter Kneib die Abwehrrecken Ringels, Abwehrchef Vogts, Schäffer und Schäfer aufgelaufen. In der zweiten Halbzeit drängte Belgrad mit aller Macht auf den nicht unverdienten Ausgleich.
Im ersten Cheftrainerjahr von Jupp Heynckes, 1979/80, zog Mönchengladbach als Titelverteidiger erneut in die Finalspiele um den UEFA-Pokal ein. Im Hinspiel gegen Inter Mailand hatte Hannes für das 1:1-Remis gesorgt und beim Rückspiel in Mailand am 7. November 1979 bei einem 3:2-Erfolg n. V., hatte er in der Innenverteidigung mit Frank Schäffer in erster Linie den Inter-Torjäger Alessandro Altobelli bekämpft. Bei den Spielen gegen den französischen Spitzenverein AS St. Etienne (4:1/2:0) zeigte er sich auch deren herausragenden Offensivakteuren Michel Platini, Johnny Rep und Dominique Rocheteau gewachsen. Das erste Finalspiel gegen Eintracht Frankfurt gewann er mit der Borussia mit 3:2, aber durch die 1:0-Niederlage beim Rückspiel holte sich Frankfurt den Pokal.
Persönlich absolvierte Hannes in der Saison 1980/81 eine überragende Saison. Die Borussia belegte den 6. Rang und der Abwehrchef hatte in 33 Ligaeinsätzen 16 Tore erzielt und damit klar die interne Torschützenliste vor Harald Nickel (12 Tore) und Lothar Matthäus (10 Tore) angeführt. Zudem traf er von Dezember 1980 bis März 1981 in sieben aufeinanderfolgenden Begegnungen, ein bis heute (Stand: Februar 2025) bestehender Vereinsrekord. Äußerst knapp, lediglich durch das schlechtere Torverhältnis, verpasste der Mann aus Düren in der Saison 1983/84 den Titelgewinn. Er hatte mit Verletzungen zu kämpfen und konnte nur in 25 Spielen auflaufen, erzielte aber dennoch als Abwehrchef sechs Tore. Jetzt hatte er Spieler wie Michael Frontzeck, Kai Erik Herlovsen und Bernd Krauss an seiner Seite. In seinen letzten zwei Runden am Bökelberg belegte er mit der Borussia jeweils 1985 und 1986 den 4. Rang. Am 34. Rundenspieltag, dem 26. April 1986, trug er letztmals den Dress der „Fohlen-Elf“. Mönchengladbach verlor mit 0:6 bei Bayern München und da gleichzeitig Werder Bremen mit 1:2 beim VfB Stuttgart verlor, eroberten die Bayern auch wieder die Meisterschaft. Einen Höhepunkt erlebte Hannes mit seinen Gladbachern im UEFA-Pokal, als er am 27. November 1985 in Düsseldorf das Hinspiel mit 5:1 gegen Real Madrid gewinnen konnte. Nach einem 0:4 in Madrid scheiterte die Borussia aber an den „Königlichen“. Eines der großartigsten Spiele der Vereinsgeschichte wurde zwei Wochen später mit einer der größten Enttäuschungen bedeutungslos gemacht. „Ich habe gedacht, ich werde verrückt“, ist Wilfried Hannes nach dem Schlusspfiff geknickt. Und schob hinterher: „Wir haben einfach zu viele Memmen in der Mannschaft.“ Nach elf Runden mit 261 Bundesligaspielen und 58 Toren, 26 Spielen und acht Toren im DFB-Pokal, sowie 37 Einsätzen im Europapokal mit fünf Toren, schloss sich Hannes zur Saison 1986/87 dem FC Schalke 04 an. Er spielte noch zwei Runden mit 48 Bundesligaeinsätzen und vier Toren für „Königsblau“, stieg mit Schalke 1988 in die 2. Bundesliga ab und kehrte dann der Bundesliga mit seinem Wechsel zum AC Bellinzona den Rücken. Im Sommer 1990 beendete er seine Spielerkarriere beim FC Aarau und kehrte als Trainer nach Deutschland zurück.

### Auswahleinsätze
In der deutschen A-Nationalmannschaft spielte er zwischen 1981 und 1982 achtmal. Sein Debüt hatte er am 1. April 1981 beim 2:0-Sieg gegen Albanien in der WM-Qualifikation als Ersatz für Karlheinz Förster in der Abwehr. Der Gladbacher gehörte zum DFB-Aufgebot bei der Weltmeisterschaft 1982 in Spanien, blieb jedoch ohne Einsatz. Nach der WM er kam noch zu einem Einsatz in einem Länderspiel gegen Belgien im September 1982. Zuvor hatte er bereits sechs Länderspiele in den Jahren 1979 und 1980 in der deutschen B-Nationalmannschaft bestritten und beim 1:0-Erfolg am 18. November 1980 in Braunschweig gegen Frankreich den Siegtreffer erzielt.

## Trainerlaufbahn
Nachdem er von 1990 bis 1991 als Trainer des Oberligisten SC Viktoria Köln in Erscheinung trat, war er zwischen 1991 und 1994 Trainer bei Alemannia Aachen, damals noch im Amateurbereich vertreten. Danach übernahm Hannes im Jahre 1995 das Traineramt bei Verbandsligisten Rhenania Würselen, mit dem er in der Saison 1996/97 von der Verbandsliga Mittelrhein in die Oberliga Nordrhein aufstieg und wo er bis zum Ende der Saison 1997/98 im Amt war. Danach begann er ab 1999 sein erstes Engagement bei Borussia Freialdenhoven und stieg in der Saison 1999/2000 mit dem Verein in die Oberliga Nordrhein auf, wo er bis zur Saison 2002/03 tätig war, und betreute in der Saison 2003/04 den GFC Düren in der Oberliga Nordrhein. 2004 kehrte er wieder zum damaligen Oberligisten Borussia Freialdenhoven zurück, die sich nach der Saison 2004/05 freiwillig aus der Oberliga in die Verbandsliga Mittelrhein zurückzog und bei der er bis zur Saison 2019/2020 arbeitete. Mit 20 Jahren ist er Rekordttrainer von Borussia Freialdenhoven. Sein letztes Pflichtspiel als Trainer von Freialdenhoven bestritt er gegen den 1. FC Düren, das Spiel gewann sein Team mit 2:0, denn die Saison wurde danach wegen COVID-19 vorzeitig abgebrochen.

## Erfolge
- Deutscher Meister: 1976 (9 Einsätze), 1977 (21 Einsätze)
- UEFA-Pokalsieger: 1979
- Vizeweltmeister: 1982
- UEFA-Pokalfinalist: 1980
- Deutscher Vizemeister: 1978
- DFB-Pokalfinalist: 1984

## Trivia
Hannes besitzt aufgrund eines Tumors nur ein Auge, was das im Fußball wichtige räumliche Sehen stark einschränkte.
Zum 100. Geburtstag von Borussia Mönchengladbach wurde er im Jahr 2000 von den Borussia-Anhängern in die „Jahrhundertelf“ des Vereins gewählt.